# Мемориал Берлин-Хоэншёнхаузен
Мемориал Берлин-Хоэншёнха́узен (нем. Gedenkstätte Berlin-Hohenschönhausen) — музейно-мемориальный комплекс в берлинском районе Альт-Хоэншёнхаузен на месте бывшей тюрьмы Штази. Относится к числу 20 самых посещаемых музеев города.

## История

### Промышленная территория (1910—1945)
В 1910 году на территории берлинского пригорода Хоэншёнхаузен немецким предпринимателем Рихардом Хайке (нем. Richard Heike) был куплен участок земли площадью 15 тыс. м2, на котором он построил фабрику по производству мясорубок, котельный завод и здание управления. Позднее производственная зона была расширена за счёт новых предприятий, а пустующие площади в 1938 году были проданы контролируемой нацистами благотворительной организации, которая выстроила на них здание кухни, предназначенной для военного снабжения.

### Советский лагерь для интернированных (1945—1946)

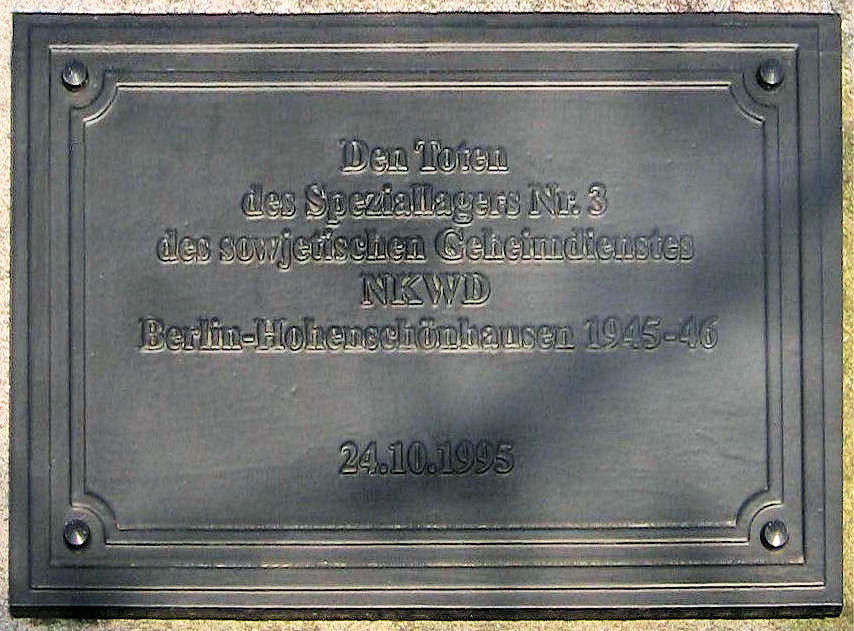
Памятная доска погибшим в спецлагере № 3

Сразу после окончания войны в мае 1945 года на территории, охватывавшей здание кухни, расположенные рядом бараки для иностранных рабочих, трудившихся в Германии, а также часть фабричного комплекса, из которого было вывезено всё оборудование, советская администрация организовала один из десяти лагерей для интернированных, известный как спецлагерь № 3. Местность вокруг него была объявлена закрытой зоной, в которой, кроме всего прочего, были размещены административные учреждения НКВД и МГБ. Уже в июне лагерь принял первых заключённых, среди которых были перечисленные в приказе НКВД № 00315: подозреваемые в шпионаже, террористической и порывной деятельности, активные члены НСДАП и молодёжных фашистских организаций (в том числе участники Вервольфа начиная с 12 лет), сотрудники гестапо и СД. Позднее среди содержавшихся встречались также критики оккупационных властей и СЕПГ. При этом женщины-заключённые были абсолютным исключением. Порою  в лагере, рассчитанном на 1 800 человек, находилось более 4 200 интернированных, в том числе и известный немецкий актёр Генрих Георге. Зачастую перед отправкой в спецлагерь подозреваемые уже подвергались первым допросам в так называемых «подвалах ГПУ» (нем. GPU-Keller), которых только в Берлине насчитывалось несколько десятков. Всего же через лагерь, являвшийся в основном сборным и пересылочным, прошло порядка 16 тысяч человек, из которых из-за тяжёлых условий содержания (недостаточное питание, антисанитария и отсутствие обогрева) погибло около одной тысячи, а тела их были погребены в массовых безымянных могилах. От тысячи до полутора тысяч интернированных были заняты на принудительных работах по обустройству лагеря или в поблизости организованных мастерских.

### Советская следственная тюрьма (1947—1951)

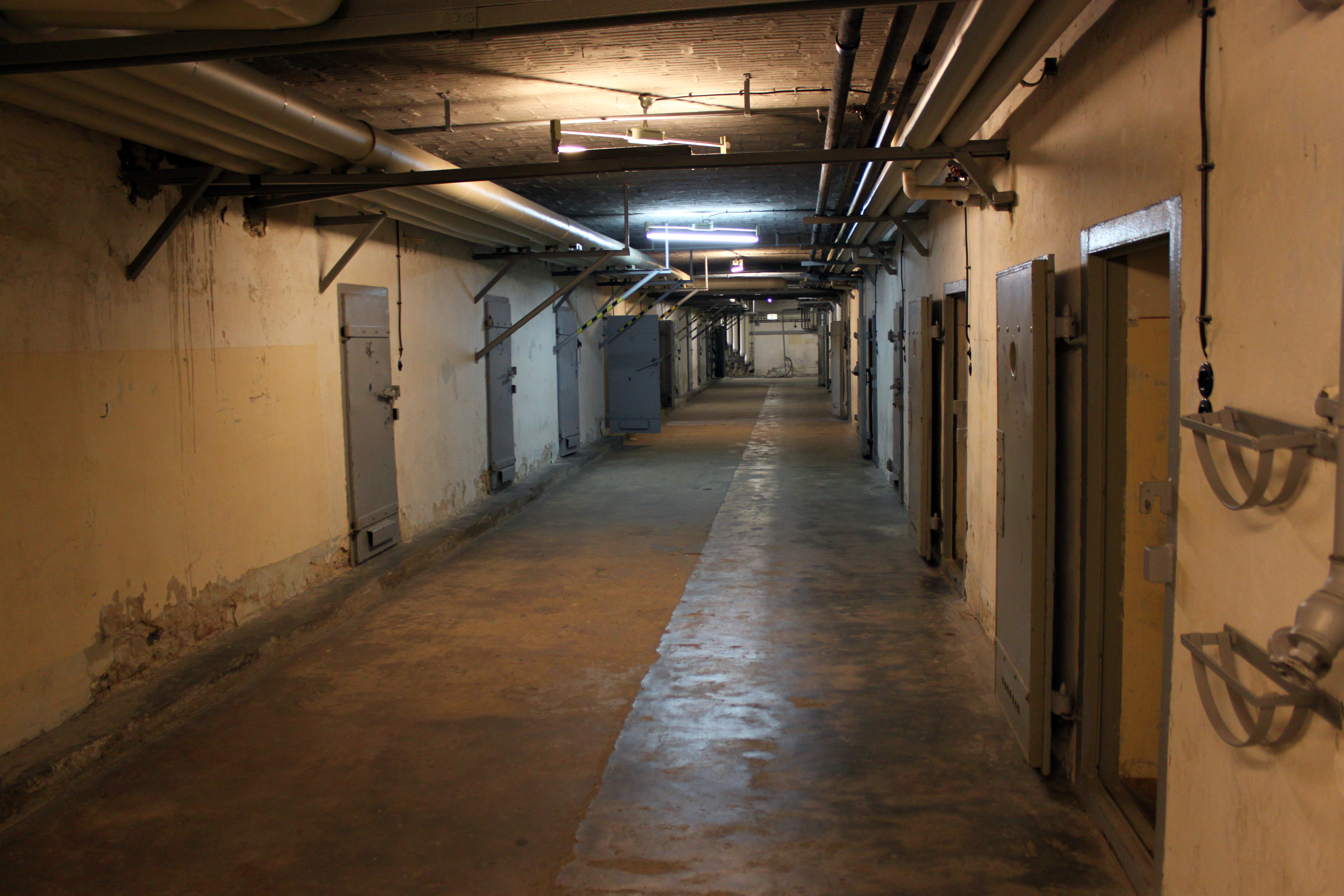
Подвальный этаж советской тюрьмы

В октябре 1946 года спецлагерь № 3 был закрыт, а все содержавшиеся в нём были переведены в другие лагеря для интернированных. В здании кухни советскими оккупационными властями была организована центральная следственная тюрьма, получившая неофициальное название «подводная лодка» (нем. U-Boot), поскольку камеры её либо совсем не имели окон, либо те были наглухо закрыты жестяными листами, а внутри находились лишь деревянные нары и ведро. Среди заключённых были как подозреваемые нацисты, так и противники нового коммунистического режима в Восточной Германии, в том числе: художник-карикатурист Фриц Берендт (нем. Fritz Behrendt) и политик Курт Мюллер (нем. Kurt Müller). Кроме того, в тюрьме содержались бывшие власовцы и эмигранты, покинувшие советскую Россию после событий октября 1917 года и гражданской войны. Порою на одного заключённого в камере приходился лишь 1 м2 площади, рацион же состоял из 300 граммов хлеба, жидкого супа и заменителя кофе. Спать приходилось на голых досках, душ разрешался не чаще одного раза в неделю, а вентиляция и отопление были смонтированы лишь в 1949 году. Сроки предварительного заключения составляли от нескольких недель до 28 месяцев, что зависело, в первую очередь, от того, как быстро удавалось получить признание от заключённых, для чего практиковались угрозы и пытки, наказания многочасовым стоянием, лишением сна, прогулок и еды. Признавших вменяемые им преступления ждал немного улучшенный рацион, шерстяные одеяла, сигареты, а затем военный трибунал.

### Центральная тюрьма предварительного заключения Штази (1951—1990)

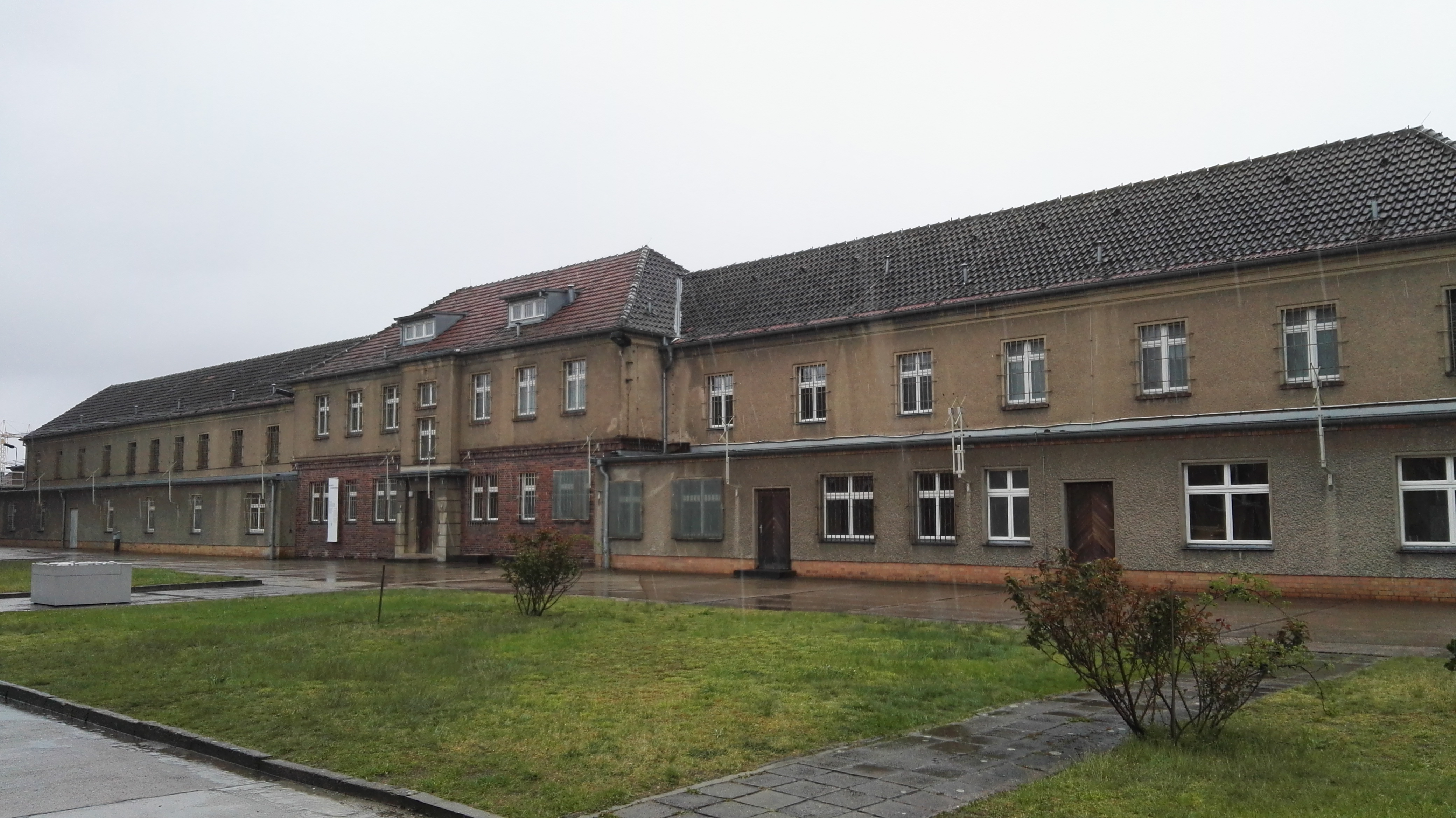
Здание тюремной больницы

1 марта 1951 года следственная тюрьма с прилегающей к ней закрытой зоной была передана властям ГДР, а затем недавно образованному министерству государственной безопасности ГДР (Штази), под руководством которого и с привлечением труда самих заключённых были отстроены наружные стены тюремного комплекса и сторожевые башни. Весь этот ареал был строго засекречен и на картах Восточного Берлина даже не был отображён. Среди заключённых преобладали лица, критически настроенные против восточногерманских властей, участники событий 17 июля 1953 года, а также граждане ГДР, пытавшиеся бежать через государственную границу на запад. Всего через тюрьму Штази в Хоэншёнхаузене прошло более 11 тыс. человек, в том числе: Георг Дертингер, Макс Фехнер, Карл Вильгельм Фрике, Вольфганг Харих, Вальтер Янка, Вальтер Линзе, Пауль Меркер, Курт Вюнше, Юрген Фукс и Вернер Теске. Поскольку советская тюрьма была уже мала и не отвечала духу времени, в 1961 году силами содержавшихся в соседнем трудовом лагере было отстроено новое тюремное здание на 200 камер и комнат для допросов. Центральный характер тюрьмы подчёркивался уже тем фактом, что она находилась под непосредственной  персональной ответственностью генерального прокурора ГДР. В целом система несколько смягчилась: новые камеры были оборудованы окнами, раковинами и унитазами, были разрешены прогулки (в отгороженных глухими стенами и металлической сеткой «тигриных клетках»), а признаний отныне добивались скорее методами психологического воздействия. Кроме того, под тюремную больницу на 28 коек было переоборудовано соседнее здание прачечной. Однако заключённые по-прежнему должны были чувствовать себя отданными в полную власть всесильной государственной машине, и такое положение сохранялось до последних месяцев перед объединением Германии.

## Мемориал Берлин-Хоэншёнхаузен

### Возникновение мемориала
Из хроники организации мемориала:

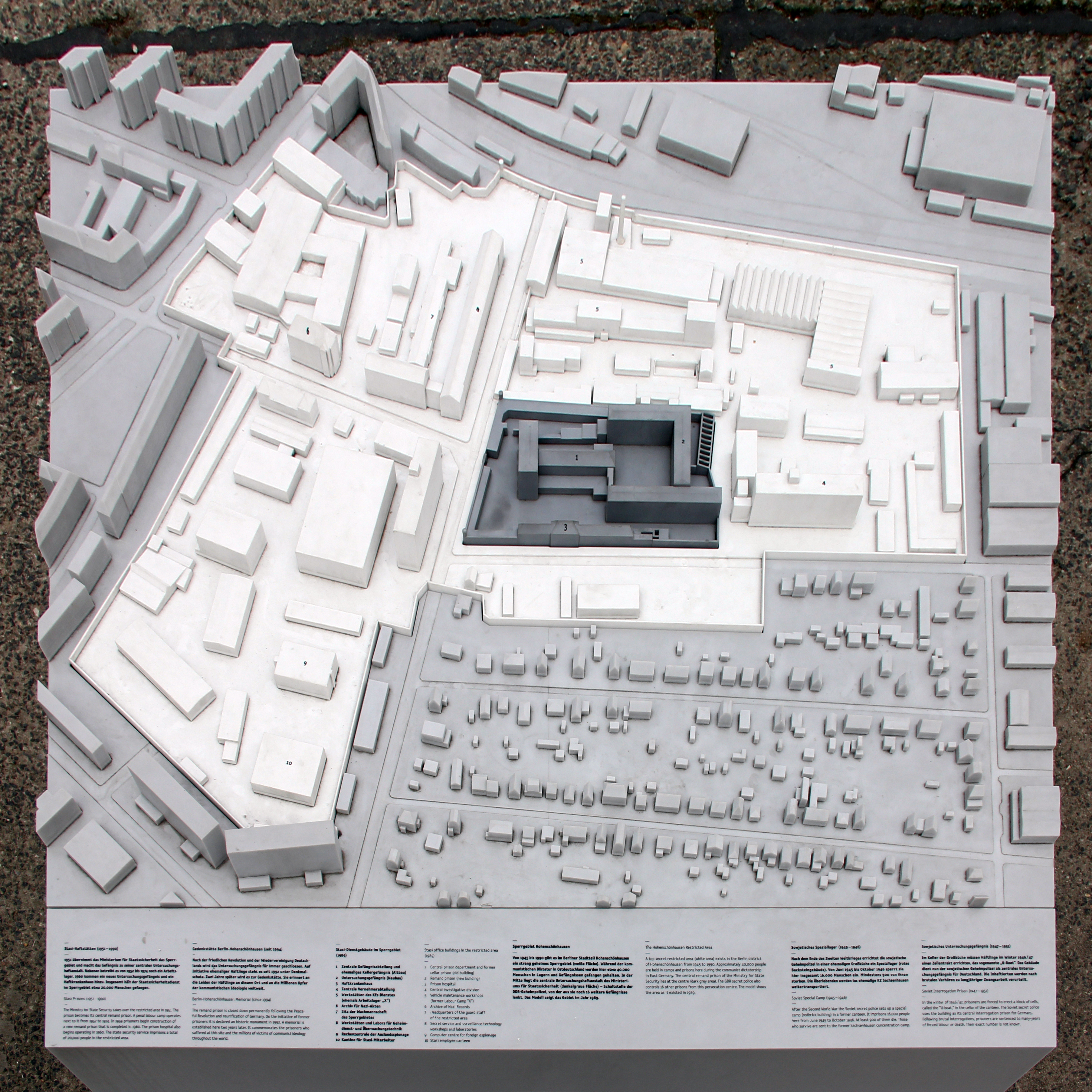
Модель тюремного комплекса (черного цвета) и закрытой зоны (белого цвета)

- 15 января 1990 года: тюрьма в Хоэншёнхаузене с её последними 15 заключёнными передана в ведение министерства внутренних дел ГДР
- 1 октября 1990 года: тюрьма в Хоэншёнхаузене переходит в ведение управления западноберлинского сената по делам юстиции (нем. Westberliner Senatsverwaltung für Justiz)
- 4 октября 1990 года: все 26 заключённых ( в том числе: Эрих Мильке и Гарри Тиш) переведены в пенитенциарные учреждения Западного Берлина
- 30 ноября 1990 года: уголовно-исполнительная работа учреждения полностью прекращена, далее оно используется как архив
- 2 октября 1991 года: берлинский сенат принимает решение о преобразовании тюрьмы в Хоэншёнхаузене в мемориал
- июль 1994 года: начаты работы по организации мемориала
- сентябрь 1994 года: первые регулярные экскурсии по территории мемориала
- 1 декабря 1995 года: основан фонд мемориала
- 1 июля 2000 года: вступил в силу берлинский закон об учреждении фонда «мемориал Берлин-Хоэншёнхаузен»

### Музей-мемориал в наши дни
В настоящее время музейно-мемориальный комплекс Берлин-Хоэншёнхаузен является одним из самых посещаемых музеев города, а в марте 2018 он приветствовал своего пятимиллионного гостя. Посетителями мемориала были также многие известные политики (Ангела Меркель, Томас де Мезьер, Михаэль Мюллер и другие) и общественные деятели (как например, Даниил Гранин).
Основной задачей мемориала является «исследование истории тюрьмы Хоэншёнхаузен в период с 1945 по 1989 гг., просвещение широких слоев населения при помощи выставок, публикаций и различных мероприятий, а также привлечение общественности к дискуссиям критического характера о формах и последствиях политических преследований и гнёта во времена коммунистической диктатуры», для чего считается необходимым сохранить по возможности неизменной всю обстановку времен существования тюрьмы в Хоэншёнхаузене.
По территории бывшего тюремного комплекса (включая осмотр советской тюрьмы и тюрьмы Штази) — нередко с привлечением его бывших заключённых — проводятся ежедневные экскурсии на немецком и английском языках, а в воскресенье и на русском. В главном здании открыта постоянная выставка об истории этого места (также с русским аудио-гидом). Кроме того, есть возможность в рамках специальных экскурсий осмотреть здание бывшей тюремной больницы или обойти бывшую закрытую зону вокруг комплекса.
С 1992 года весь мемориальный комплекс поставлен под защиту как исторический памятник.

## Галерея

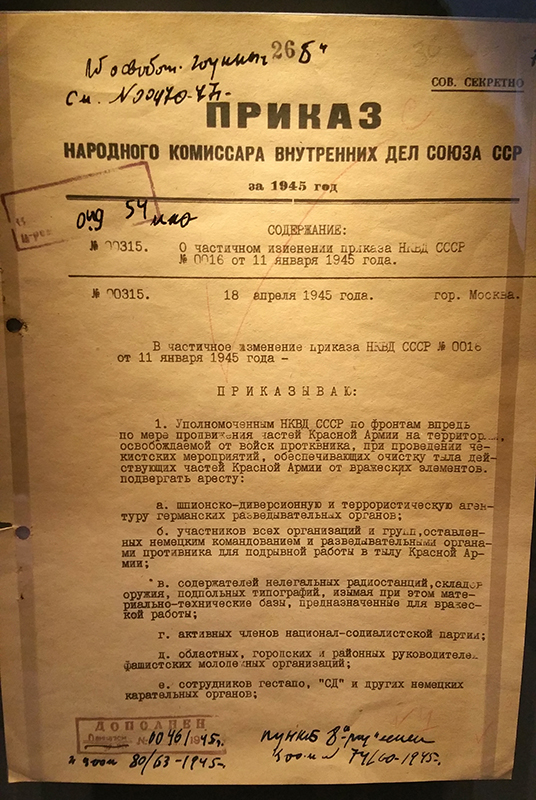
Приказ НКВД № 00315
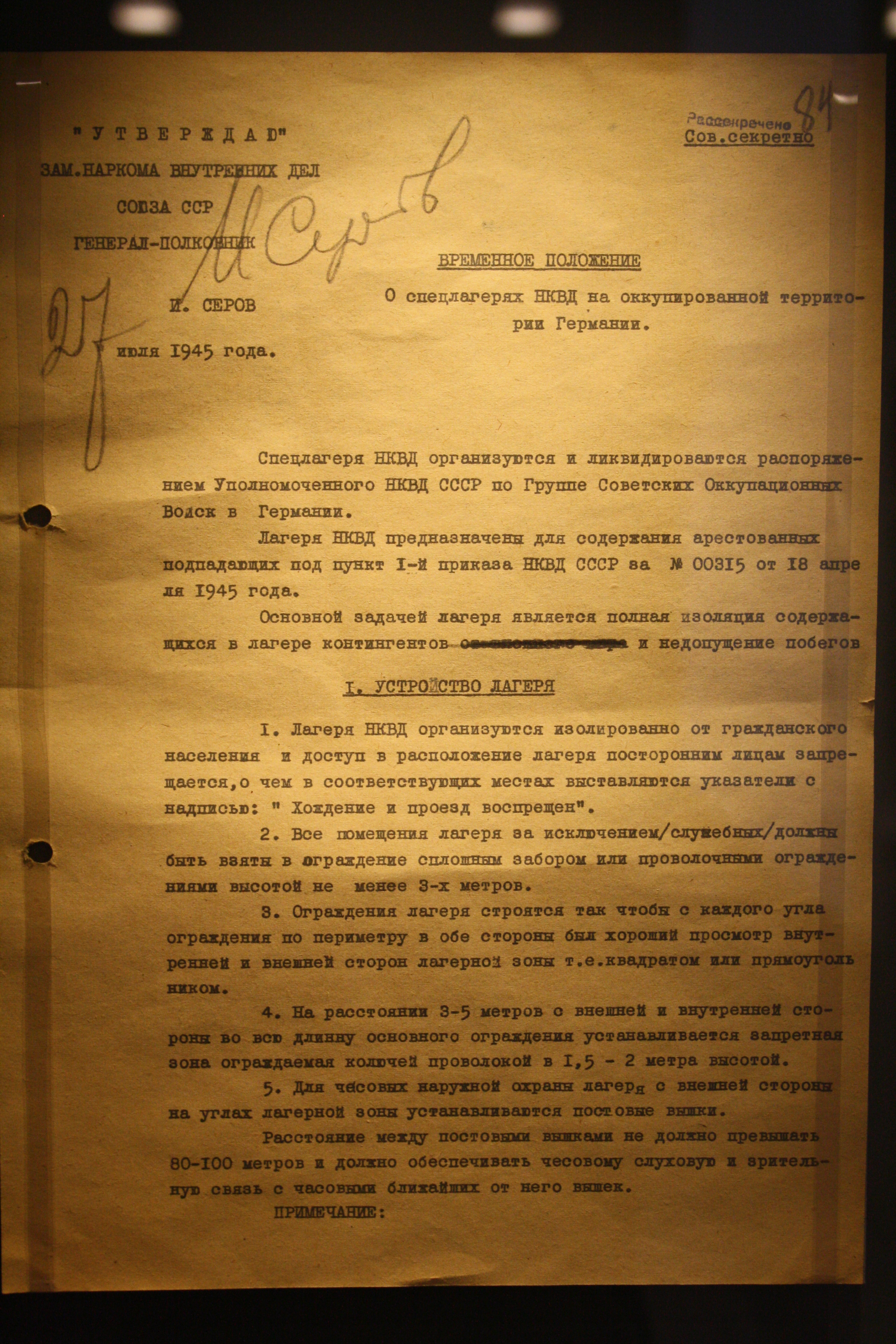
Временное положение о спецлагерях НКВД
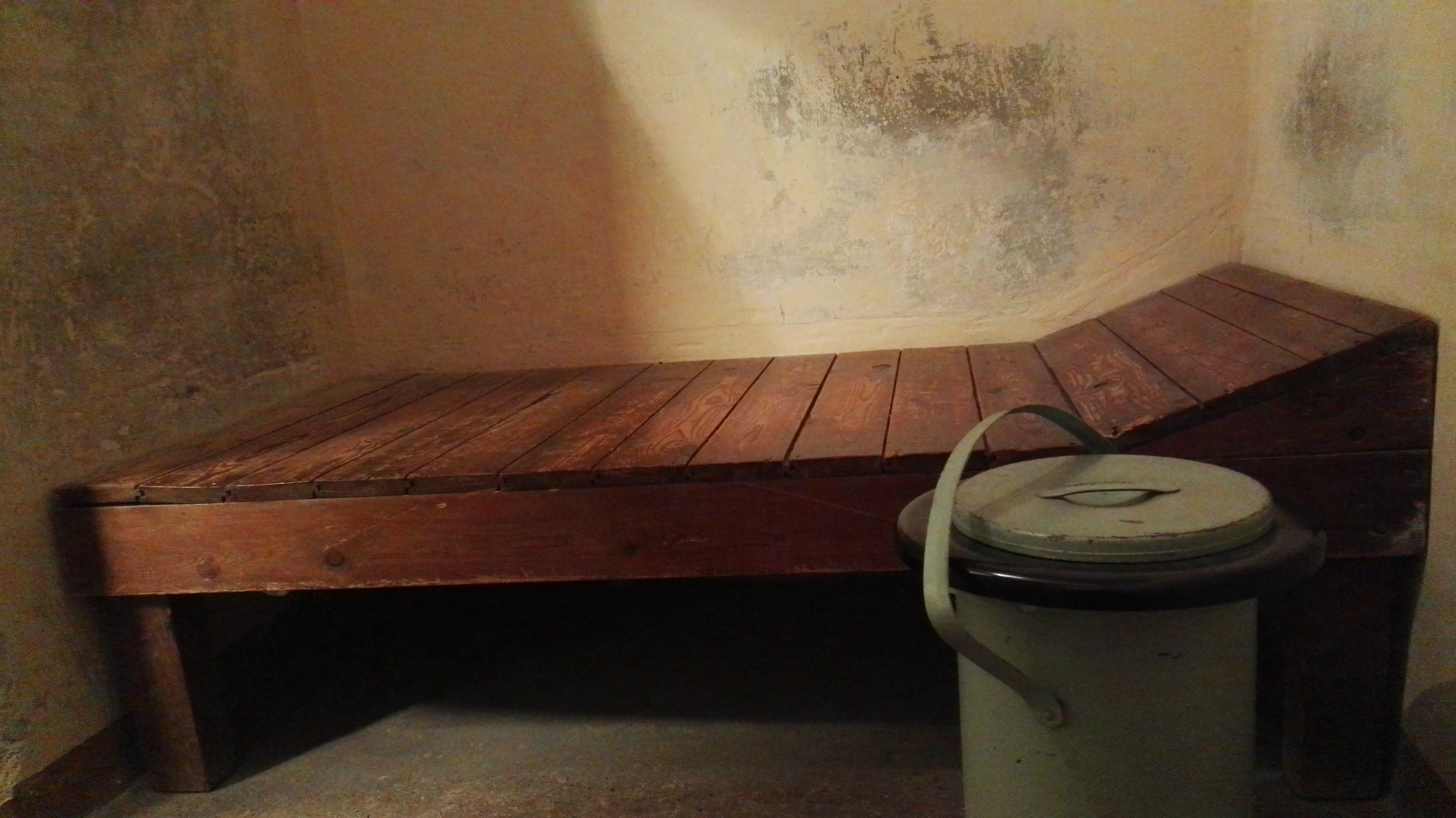
Одиночная камера в «подводной лодке»
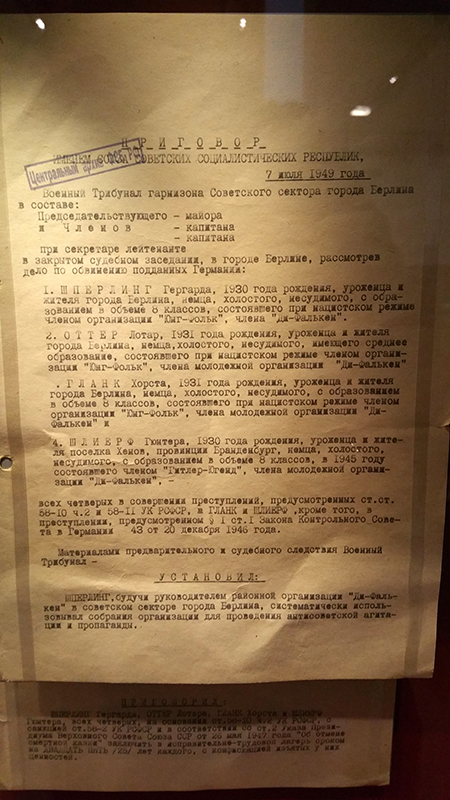
Один из приговоров советского военного трибунала в Берлине
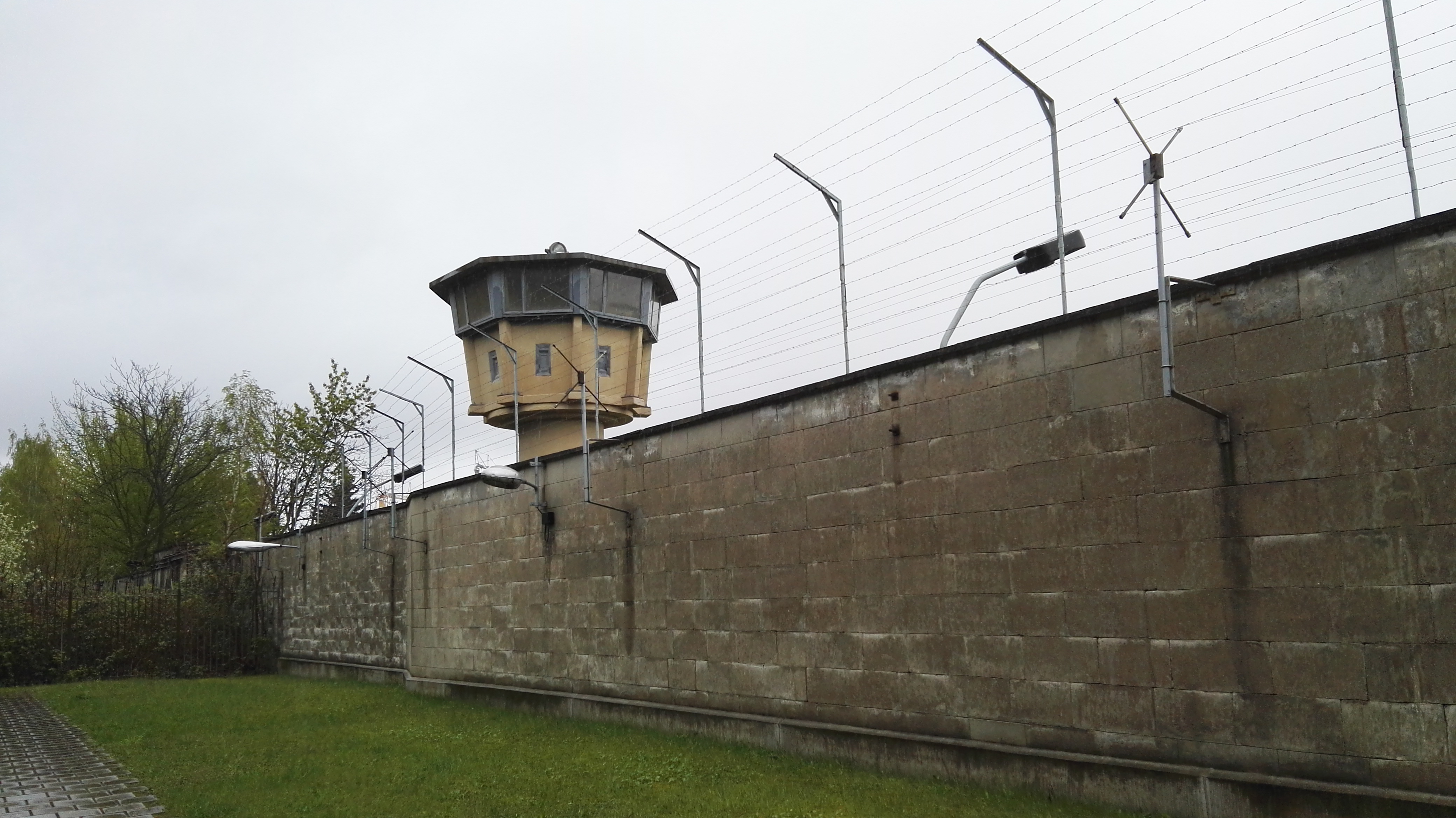
Наружная стена и сторожевая башня
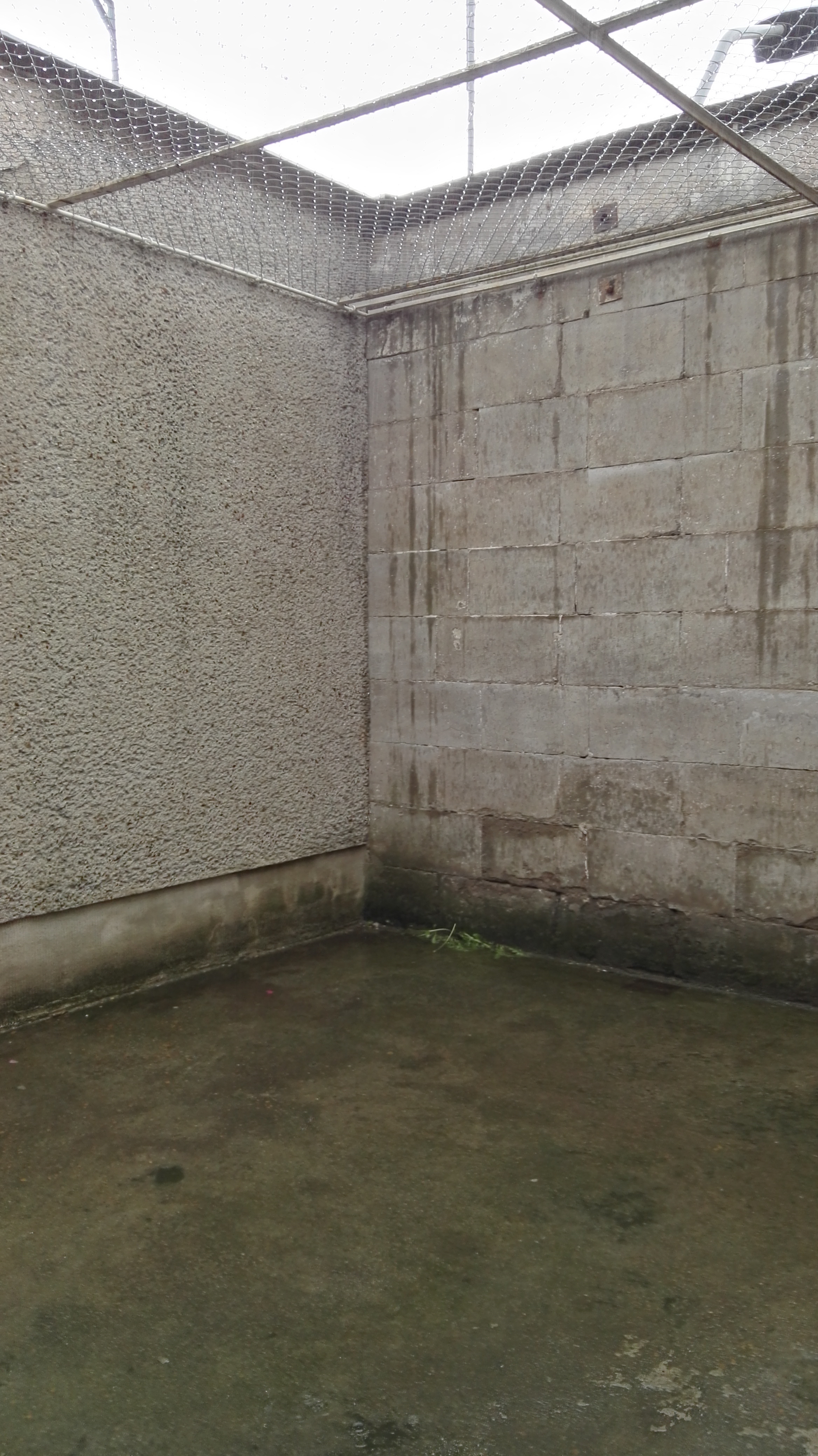
Место для тюремных прогулок «тигриная клетка»
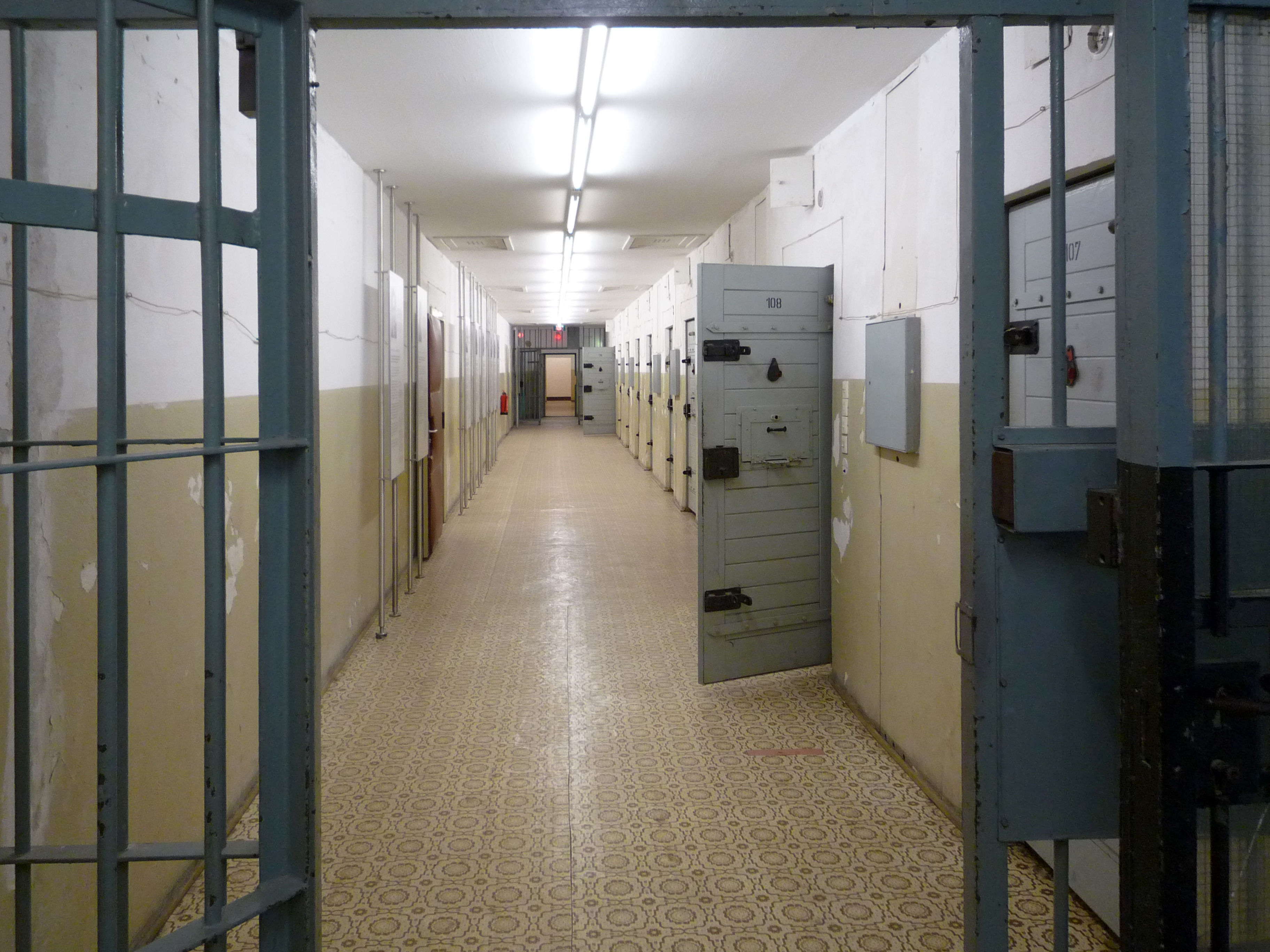
Коридор в новом здании тюрьмы Штази
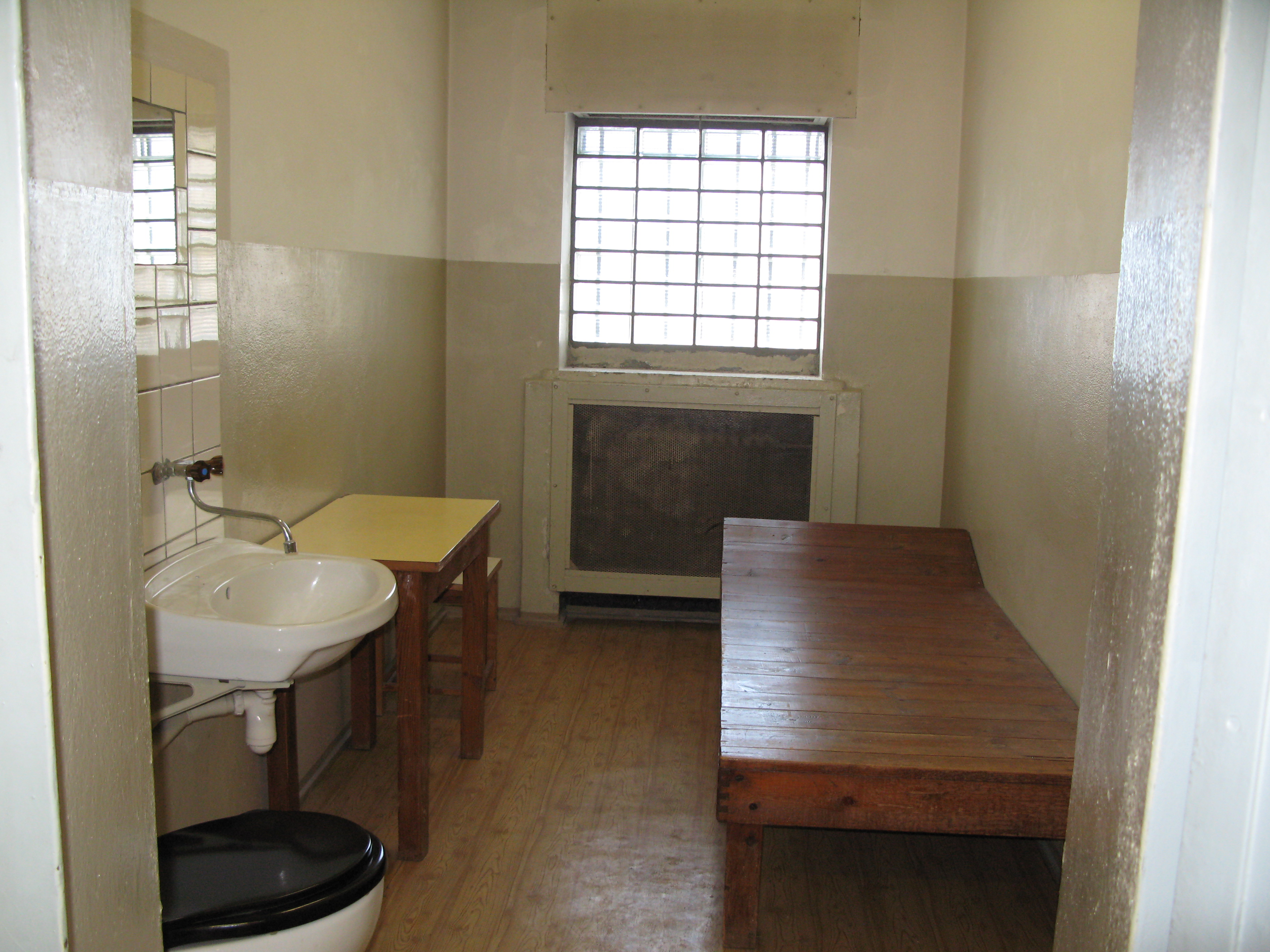
Камера в новом здании тюрьмы Штази
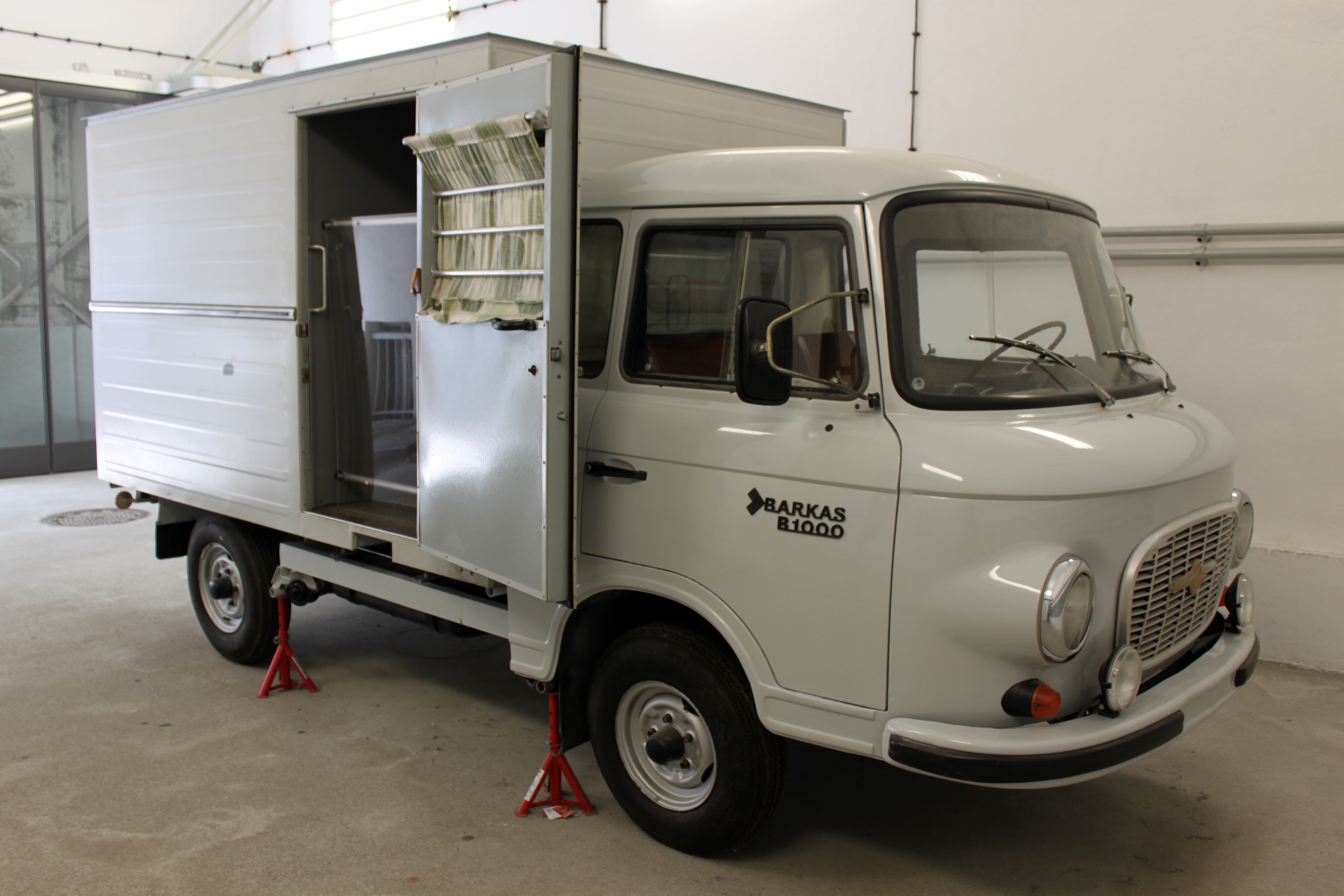
Транспорт для доставки заключённых